# Comuna Lukoveț-Vîșnivskîi, Rohatîn
Lukoveț-Vîșnivskîi (în ucraineană Луковець-Вишнівський) este o comună în raionul Rohatîn, regiunea Ivano-Frankivsk, Ucraina, formată din satele Lukoveț-Jurivskîi și Lukoveț-Vîșnivskîi (reședința).

## Demografie
Componența lingvistică a comunei Lukoveț-Vîșnivskîi
     Ucraineană (99,71%)
     Alte limbi (0,29%)
Conform recensământului din 2001, majoritatea populației comunei Lukoveț-Vîșnivskîi era vorbitoare de ucraineană (99,71%), existând în minoritate și vorbitori de alte limbi.